# Kim Byong-joon
Kim Byong-joon (en hangul : 김병준), né le 26 mars 1954, est un homme politique sud-coréen. Il est nommé Premier ministre de la République de Corée le 2 novembre 2016, mais sa nomination est annulée le 8 novembre 2016.

## Biographie
Il est diplômé de l'université Yeungnam en 1976, de l'université Hankuk des études étrangères en 1979 puis de l'université du Delaware en 1984.
Il a été ministre de l'Éducation en 2006.

## Sources
- (en) Cet article est partiellement ou en totalité issu de l’article de Wikipédia en anglais intitulé « Kim Byong-joon » (voir la liste des auteurs).